# Lucien Theys
Lucien Theys, född 25 februari 1927, död 19 januari 1996, var en friidrottare från Belgien. Han deltog vid olympiska sommarspelen 1948 och olympiska sommarspelen 1952.